# Arvid Neovius
Arvid Verner Neovius, född 27 juni 1861 i Sankt Petersburg, död 28 januari 1916 i Helsingfors, var en finländsk tidningsman och politiker. Han var son till Frithiof Neovius och bror till Dagmar Neovius.
Neovius blev filosofie kandidat 1886 och filosofie doktor 1891. Från 1894 verkade han i Nya Pressen som kommantator av den ryska pressens attacker mot den finländska autonomin. Mellan 1903 och 1905 befann han sig i exil i Stockholm, där han var redaktör för Fria Ord. Han var ledamot av borgarståndet i lantdagen 1900 och 1905–1906 samt ledamot för Svenska folkpartiet i enkammarlantdagen från 1907 till 1916. Han utgav ett par politiska broschyrer samt tidskriften Politik och kultur (1907).